# Rhamnus tortuosa
Rhamnus tortuosa är en brakvedsväxtart som beskrevs av Somm. och Levier. Rhamnus tortuosa ingår i släktet getaplar, och familjen brakvedsväxter. Utöver nominatformen finns också underarten R. t. awarica.